# Kostel Nejsvětější Trojice (Vratislavice)
Kostel Nejsvětější Trojice ve Vratislavicích nad Nisou je sakrální stavbou stojící ve 30. libereckém městském obvodě Vratislavice nad Nisou u silnice. Je chráněn jako kulturní památka České republiky.

## Historie
V letech 1363-1764 byl vratislavický kostel z hlediska církevní správy filiálním chrámem rochlickým. Vratislavický kostel, předchůdce současného, z roku 1563 byl postaven péčí libereckého zámeckého hejtmana J. Ulrycha z Rosenfeldu. Tomu nasvědčuje skutečnost, že na cínové křtitelnici v dnešním kostele se nalézá odlitek jeho znaku (v levé polovině horizontálně půleného štítu labuť, v pravé příčné pole se třemi růžemi) a stuha s iniciálami J.U.V.R. Na hořejší části křtitelnice je vyznačen letopočet ANNo 1563. Křtitelnice byla jistě prvním „nářadím“ kostela rok 1563 na ní uvedený je jistě shodný s rokem výstavby kostela. Jako tvůrce křtitelnice je na podstavci uveden Paul Weisse.
Současný kamenný kostel byl postaven z rozhodnutí hraběte Jana Václava Gallase z roku 1700 podle návrhu pražského architekta italského původu Marka Antonia Canevalleho, který rovněž vedl stavební práce. Tato jednolodní barokní stavba nahradila původní dřevěný kostelík, který zde stával. Se stavbou bylo začato 16. září 1700 a již 6. října 1701 byla barokní stavba dokončena. V pamětní listině uložené v makovici věže je jako den zahájení stavby uvedeno datum 27. července 1700. V roce 1701 byla přistavěna sakristie. Od roku 1764 je vratislavický kostel samostatným farním chrámem. V dalších letech byly provedeny některé opravy, hlavně v letech 1900-1901 firmou Sachers und Söhne z Liberce podle plánů vídeňského architekta Friedricha Ohmanna. Kostel byl pozměněn a upraven v západní stěně a v bočních přístavcích lodi. Při těchto stavebních pracích byl portál ozdoben štukaturou symbolizující Nejsvětější Trojici (reliéf oka v trojúhelníku zasazeném do obláčků a paprsků). Zároveň byla zvýšena věž a opatřena novými hodinami, v noci elektricky osvětlenými. Tehdy dal farář Hynek Heyne zřídit z vlastních prostředků na žulové zdi před kostelem novobarokní balustrádu, která obohatila nejen hlavní portál, nýbrž celou chrámovou frontu. Balustráda byla na konci II. světové války v roce 1945 poškozena. V roce 1970 byl presbytář kostela upraven dle směrnic II. vatikánského koncilu. V roce 1977 dostal kostel nový střešní plášť z červeného akrylu.

## Architektura

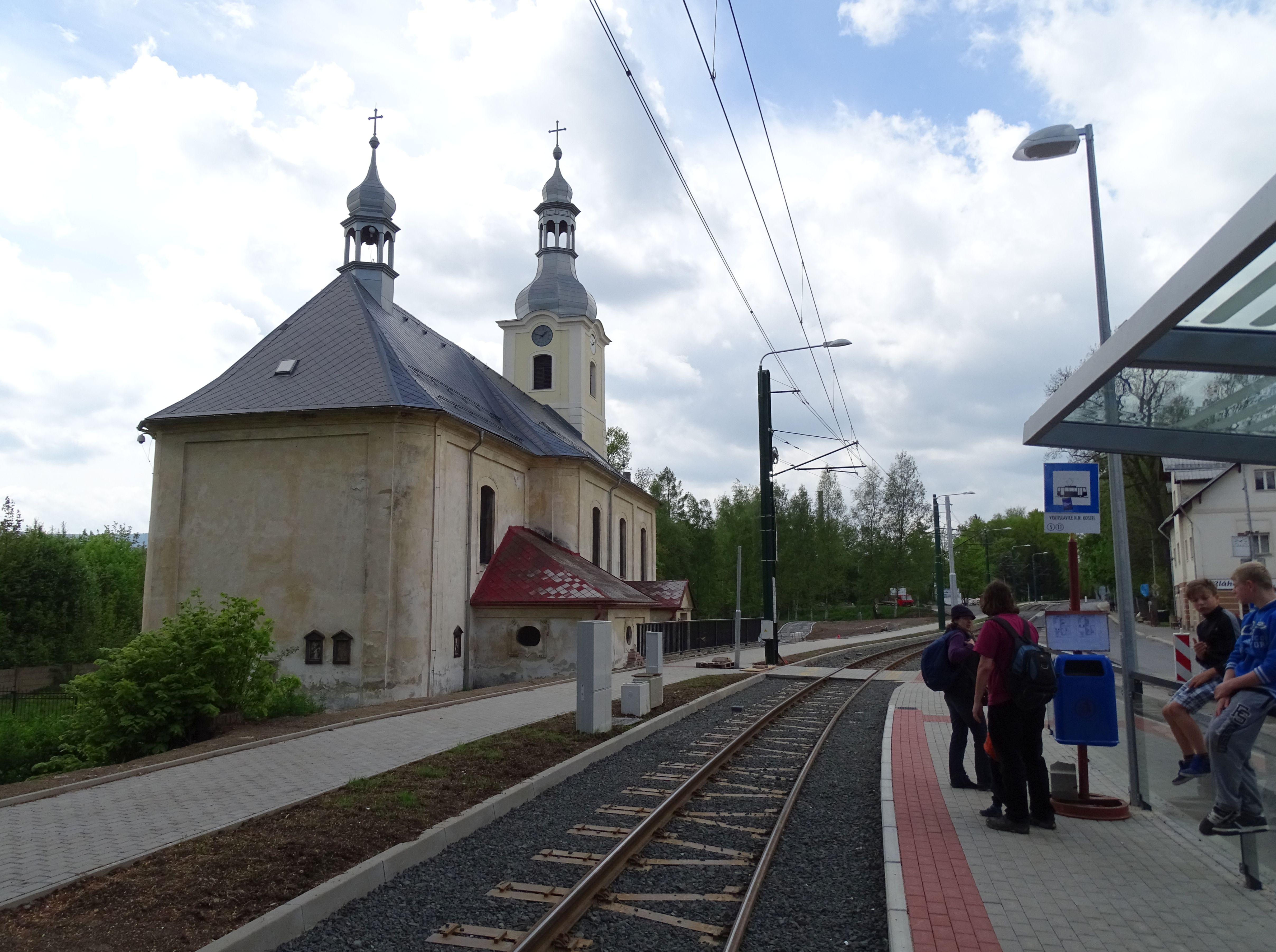
Závěr kostela ve Vratislavicích

Je obdélný, jednolodní, s pravoúhlým presbytářem a západní věží s dvěma bočními přízemními přístavky a hlavním portálem. Vnější stěny jsou členěny svislými pruhy, v oltářním prostoru jsou pilastry ukončenými mohutnou římsou. Okna leží vysoko a mají segmentové oblouky. Nad oltářním prostorem je sanktusní věžička z roku 1859. Rohové pilastry v oltářním prostoru nesou klenutí sahající neobvykle hluboko. Ve výklencích se nachází pozlacené sochy sv. Antonína a sv. Františka. Triumfální oblouk je půlkruhový, opatřený nahoře datem stavby a generální opravy: 1701–1902, a s citací Žalmu 115: „Ne nám, ne nám, Pane, ale jménu svému dej slávu“.
Loď chrámová je prostorná, 16,45 m dlouhá a 12 m široká, se šesti okny, klenba je zaoblená. Oltářní prostor i strop byly původně zdobeny freskami, které byly roku 1779 obnoveny přemalbou. Ve středu presbytáře, který sklenut plackou, je znázorněn Mojžíš na hoře Sinaj přejímající desky Desatera. Okolo této fresky jsou v medailóncích čtyři evangelisté se svými atributy. Všechna pole jsou rámována úponky. Výzdobu doplňují dva clam-gallasovské rodové znaky. Autor maleb není známý.
Na stropě lodi je znázorněno velkolepé podání legendy o sv. Augustinu bádajícím o tajemství Nejsvětější Trojice. Na fabionech oboustranně po délce zdi je pět medailónů s obrazy apoštolů. Sv. Petr a sv. Pavel mají své nástěnné malby přímo nad postranními oltáři v průčelí lodi.
Empory z roku 1779 byly v roce 1902 Friedrichem Ohmannem pozměněny a zkráceny. Jsou hladké, na západní straně přistavěno druhé poschodí, které slouží jako kruchta s varhanami (dnešní varhany pocházejí z roku 1911). Empory na severní a jižní strany byly pro dezolátní stav (napadeny houbou) v roce 1983 odstraněny.

## Vybavení
Hlavní oltář z roku 1836 je pozoruhodnou kombinací klasicismu a tzv. druhého rokoka. Návrh na oltář pochází od pražského sochaře Josefa Maxe. Sochařské práce (jmenovitě retábl, sochy sv. Václava a sv. Jana Nepomuckého) na něm provedl Wenzel Schumann z Prahy. Truhlářské práce na hlavním oltáři udělal Ignaz Staffen ze Smržovky. Výzdoba je dílem Franze Ginzela z Liberce. Nad mensou je nízká nadstavba, uprostřed s beránkem, po stranách s klasicistními vázami. Nad postranními oltářními vchody sochy zemských patronů sv. Václava a sv. Jana Nepomuckého. Oltářní obraz Nejsvětější Trojice je dílem F. Leubnera z roku 1782.
Původní raně barokní oltáře sv. Anny (sever) a sv. Josefa (jih) pocházejí z období kolem roku 1700. Jsou portálové, sloupové, s novými obrazy z poloviny 18. století a novými sochami z 19. století. Malý oltář sv. Aloise, s olejomalbou sv. Aloise od neznámého autora, zasazenou do starobylého zlaceného rámu u triumfálního oblouku, je rokokový a pochází z roku 1752. Sochy sv. Petra a Pavla jsou novějšího data, podobně jako sochy sv. Dominika a sv. Ignáce na oltáři sv. Josefa.
Barokní kazatelna na severní straně triumfálního oblouku pochází z doby postavení kostela. Vytvořil ji Jeremiáš Langer z Osečné. Je osmihranná s představenými sloupky, v polích obrazy evangelistů. Vesměs dobrá práce. Přístřešek je ukončen volutovými pásy stýkajícími se nahoře a nesoucími tabule Desatera. Autorem renesanční cínové křtitelnice kalichového tvaru z roku 1563 je P. Weiss. Křtitelnice stojí na válcovitém kamenném podstavci obnoveném roku 1741. Je to cínová zvoncovitá pánev na vysoké noze. Nápisy na okraji ji datují k roku 1563. Na křtitelnici je znak jejího dárce Jáchyma Oldřicha z Rosenfeldu. Na víku křtitelnice je barokní dřevěné sousoší (křest Páně v Jordáně) z roku 1764 pocházející od Jana Hájka z Mnichova Hradiště. Lustr v chrámové lodi pochází z roku 1902. Figurální okna mají výjevy narození a křtu Kristova, Božského přítele dětí, uzdravení slepce, vzkříšení dcery Jairovy, zázračného rybolovu, Matky Bolestné a vzkříšení Páně. Obraz Ježíš v Emauzích je dílem Jakuba Ginzela z Liberce. Je na něm datum 1841 stejně jako u obrazu Zmrtvýchvstání Krista.
Na vnější stěně kostela jsou kapličky křížové cesty. Pocházejí z roku 1779, ale obnoveny byly, a také doplněny reliéfními skupinami, v roce 1830.

## Okolí kostela

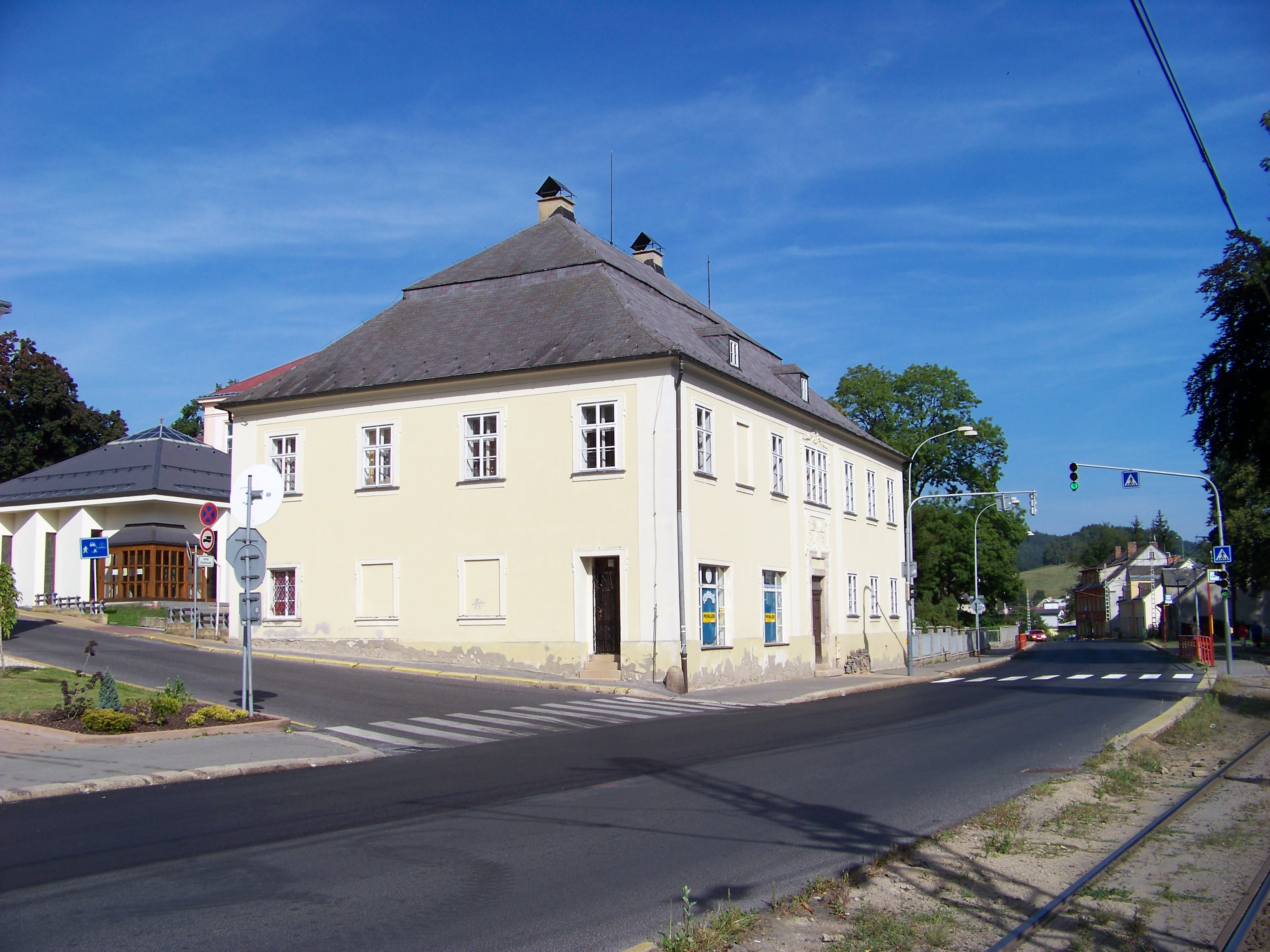
Vratislavická fara se zimní kaplí Vzkříšení

Naproti kostelu přes silnice je barokní fara postavená roku 1764 Johannem Josefem Kunzem z Liberce. Její původní vzhled byl pozdějšími opravami pozměněn. Jedná se o volnou stavbu o sedmi osách, se středním rizalitem a vysokou mansardovou střechou. Vedle ní stojí moderní kaple Vzkříšení.